# Ceryx pterodactyliformis
Ceryx pterodactyliformis är en fjärilsart som beskrevs av Holloway 1976. Ceryx pterodactyliformis ingår i släktet Ceryx och familjen björnspinnare. Inga underarter finns listade i Catalogue of Life.